# The Gardener's Hose
The Gardener's Hose è un cortometraggio muto del 1914 diretto da Frank Wilson.

## Trama
Una zitella fraintende la lettera di un giardiniere scambiandola per una proposta di matrimonio.

## Produzione
Il film fu prodotto dalla Hepworth.

## Distribuzione
Distribuito dalla Hepworth, il film - un cortometraggio di 167,64 metri - uscì nelle sale cinematografiche britanniche nel marzo 1914.
Si conoscono pochi dati del film che, prodotto dalla Hepworth, fu distrutto nel 1924 dallo stesso produttore, Cecil M. Hepworth. Fallito, in gravissime difficoltà finanziarie, il produttore pensò in questo modo di poter almeno recuperare il nitrato d'argento della pellicola.